# 増田将馬
増田 将馬（ますだ しょうま、1998年6月29日 - ）は、徳島県徳島市出身のプロ野球選手（外野手）。右投右打。くふうハヤテベンチャーズ静岡所属。増田大輝を5歳上の兄に持つ。

## 来歴
徳島市渋野小学校時代に軟式野球を始めた。徳島市南部中学校では軟式野球部に所属していた。
徳島県立徳島商業高等学校に進学し内外野手兼投手としてプレー。2年生の春の県大会で10年ぶりの優勝を飾り､5番サードとして四国大会に出場した。3年間で甲子園に出場することはなかった。
中部学院大学では捕手としてプレー。3年生秋になって9番キャッチャーの座を掴んだ。
ジェイプロジェクト に入社したが目立った成績はなくシーズン終了後に四国アイランドリーグplusに所属している徳島インディゴソックスでの野球継続を選択した。
徳島インディゴソックスでは1年目からリーグ戦に出場。右翼兼遊撃レギュラーを担い、規定打席を満たして打率.231、1本塁打、22盗塁の成績だった。2年目はチームの主将に就任。シーズンでは37盗塁を記録し最多盗塁のタイトルを獲得した。打撃でも首位打者争いに加わり、4位となる打率.309を記録した。前期終了後には四国各県知事による地元チーム前期MVP4人の中から4県MVP（最優秀）として表彰された。
2023年12月7日、2024年シーズンから日本野球機構のウエスタン・リーグに新規参入する地元球団・くふうハヤテベンチャーズ静岡に入団することが発表された。番号は1。リードオフマンとして活躍し、打率3割前後の打撃を見せ、盗塁数も稼いだ。7月20日開催のフレッシュオールスターゲームには、早川太貴とともに選出された。シーズン終盤には26試合連続安打を記録して首位打者争いを演じ、リーグ2位の打率.297を記録した。そして、リーグ最多の17盗塁刺を記録しながらもリーグ単独トップ31盗塁を記録し、ウエスタン・リーグ盗塁王となった。NPB登録外選手のウエスタン・リーグのタイトル獲得は増田が初めて。NPB AWARDSでは、ウエスタン・リーグの優秀選手賞と報知新聞社選定の殊勲賞にも選出された。

## 選手としての特徴
徳島時代は右翼と遊撃を守った。大学・社会人時代は捕手としてプレーしており、肩が強い。くふうハヤテでは主に中堅を守り、守備範囲も広い。盗塁のスタートのタイミングなど走塁センスが高く、徳島2年目は盗塁成功率82.2%を誇った。

## 詳細情報

### タイトル
- ウエスタン・リーグ最多盗塁者賞：1回（2024年[23]）

### 独立リーグでの打撃成績
出典は2022年が一球速報.com、2023年がリーグデータサイト。
| 年 度     | 球 団     | 試 合 | 打 席 | 打 数 | 得 点 | 安 打 | 二 塁 打 | 三 塁 打 | 本 塁 打 | 塁 打 | 打 点 | 盗 塁 | 盗 塁 死 | 犠 打 | 犠 飛 | 四 球 | 敬 遠 | 死 球 | 三 振 | 併 殺 打 | 打 率 | 出 塁 率 | 長 打 率 | O P S |
| --------- | --------- | ----- | ----- | ----- | ----- | ----- | -------- | -------- | -------- | ----- | ----- | ----- | -------- | ----- | ----- | ----- | ----- | ----- | ----- | -------- | ----- | -------- | -------- | ----- |
| 2022      | 徳島      | 68    | 261   | 234   | 30    | 54    | 9        | 3        | 1        | 72    | 20    | 22    | 8        | 4     | 2     | 20    | -     | 1     | 48    | 4        | .231  | .292     | .308     | .600  |
| 2023      | 徳島      | 66    | 267   | 230   | 34    | 71    | 9        | 3        | 1        | 89    | 25    | 37    | 8        | 1     | 2     | 31    | -     | 3     | 41    | 9        | .309  | .395     | .387     | .782  |
| 通算：2年 | 通算：2年 | 134   | 528   | 464   | 64    | 125   | 18       | 6        | 2        | 161   | 45    | 59    | 16       | 5     | 4     | 51    | -     | 4     | 89    | 13       | .269  | .344     | .347     | .691  |

- 2023年度シーズン終了時
- 各年度の太字はリーグ最高

### 背番号
- 24 （2022年 - 2023年）
- 1 （2024年 - ）